# Бер, Борис Владимирович
Борис Владимирович Бер (13 февраля 1871, Нижний Новгород — 23 января 1921, Казань. Похоронен в Казани на Арском кладбище) — русский поэт и переводчик; владелец села Знаменского Ардатовского уезда. Внук сенатора Б. И. Бера.

## Биография
Сын Владимира Борисовича Бера и Екатерины Рафаиловны, ур. Племянниковой. 
В 1891 г., окончив экстерном Нижегородскую гимназию, поступил на юридический факультет Московского университета; с января 1892 года учился в Санкт-Петербургском университете (на юридическом, затем на филологическом факультетах), курса не окончил. 
2.9.1894 г. подал прошение об отчислении из университета. Объяснил это в письме дяде так: "...всякий, желающий получить высшее образование, может это сделать самостоятельно. Идти в университет должен тот, кто желает получить диплом, для карьеры. К этим последним я не принадлежу" (РГАЛИ ф. 43. оп. 1. д. 88. Письмо А.Р. Племянникову).
30.9.1894 поступил на слежбу вольноопределяющимся в лейб-гвардии Измайловский полк. 
1895 г. оставил военную службу, получив свидетельство о выполнении воинском повинности.
С 1895 по 1898 гг.  учился в Казанском университете, курса не окончил. 
С декабря 1898 г. служил в московской цензуре цензором иностранных газет и журналов ("чиновником, знающим иностранные языки"), с января 1899 г. перевелся в петербургскую почтовую цензуру на ту же должность. 
С августа 1899 до весны 1901 года служил в Департаменте полиции МВД. 
Август 1900 г., взяв отпуск по болезни, отправился через Италию в Каир, а по возвращении перебрался в родовое имение Знаменское Симбирской губернии и более к службе не возвращался. 
Стихи писал с гимназических лет. Владел четырьмя языками (английским, итальянским, немецким, французским). Дебютировал в печати в 1892 году (журнал «Вестник Европы»). Опубликовал в Санкт-Петербурге книги «Стихотворения» (1897, типография М. М. Стасюлевича, переиздание без изменений 1902) и «Сонеты и другие стихотворения» (1907, типография А. В. Суворина). В 1917 году вышли сборник стихов «От потока на пути» (Новгород, губернская типография) и книга переводов «Эмиль Верхарн. Стихи в переводе Б. В. Бера» (М.: Задруга). Переводил также стихотворения Шелли, Бодлера, Уитмена, Фредерика Мистраля и др.